# CS Chimia Brazi
Club Sportiv Brazi, cunoscut în mod obișnuit ca CS Brazi, sau pur și simplu ca Brazi, este un club românesc de fotbal cu sediul în Brazi, județul Prahova. 
Clubul a fost înființat în 1968, sub numele de Chimia Brazi de către rafinăria de petrol din Brazi. În 2002, clubul a fost reînființat ca „CS Brazi” (un multi-sport club). Secția de fotbal joacă în prezent în Liga a VI-a.

## Istorie
Fondat în 1968 sub numele de Chimia Brazi, clubul a promovat pentru prima dată în Divizia C la finalul sezonului 1971–72, după ce a câștigat campionatul județean Prahova și barajul de promovare în Divizia C, unde s-a confruntat cu campioana municipiului București, UREMOAS București, impunându-se fără greutăți majore (4–0 la Brazi și 1–1 la București).

## Jucători
- Cătălin Cursaru
- Valentin Lazăr
- Ștefan Preda
- Alin Stoica

## Foști antrenori
- Mihai Mocanu
- Valeriu Răchită
- Octavian Grigore

1. ↑  „Chimia Brazi promovează în Divizia C”. ziarulprahova.ro. Arhivat din original la 14 iunie 2023. Accesat în 14 iunie 2023.